# Creatonotos neurophaea
Creatonotos neurophaea är en fjärilsart som beskrevs av George Francis Hampson 1911. Creatonotos neurophaea ingår i släktet Creatonotos och familjen björnspinnare. Inga underarter finns listade i Catalogue of Life.